# Mario Carreño
Mario Juan Carreño y Morales (La Habana, 24 de mayo de 1913 - Santiago, 20 de diciembre de 1999) fue un pintor cubano-chileno, galardonado con el Premio Nacional de Arte de Chile 1982, país del que había obtenido la ciudadanía en 1969.

## Biografía
Hijo de padre español y madre cubana, desde muy joven manifestó su talento pictórico (ganó su primer premio en 1922, a los 9 años de edad, con Retrato de Arita).
Estudió arte en la Academia de San Alejandro de La Habana (1925-1926), donde tuvo como profesor a Antonio Rodríguez Morey, pero después de conflictos con algunos académicos, defraudado, desertó y fue aceptado primero como retocador y luego como ilustrador en el Diario de la Marina. Al mismo tiempo, colabora con Orbe y otras publicaciones.
En 1932 viajó a Europa para continuar sus estudios de Artes Gráficas en la Escuela de San Fernando, en Madrid, pero cuatro años más tarde abandonó España debido a la guerra civil que se desencadenó. Allí, en 1934, conoció al poeta chileno Pablo Neruda, con el que entabló una gran amistad.
De Madrid, Carreño se fue a México, donde entró en contacto con los principales representantes del muralismo: Diego Rivera, José Clemente Orozco, Rufino Tamayo. Pasó un breve periodo en Cuba y en 1937 regresó a Europa, esta vez a París, donde ingresó en la Academia Julien y fue alumno del pintor Jean Souverbie (1891-1981). Dos años más tarde realizó una exposición en la famosa galería Berheim-Jeune, que lo consolidó como artista.
Vuelve a abandonar Europa con el estallido de la Segunda Guerra Mundial y se instala en Nueva York. Los diez años que vivió en Estados Unidos fueron muy fructíferos y a ese periodo se debe, entre muchas otras obras, el Nacimiento de las naciones americanas. En ella, "quise volcar todos los conocimientos que había adquirido en Europa en materia de oficio de pintura como quien presenta una tesis doctoral. Como tenía una gran admiración por la pintura italiana del Renacimiento creo que en esa tela se reflejan muy profundamente algunos maestros de esa época, como Mantegna, Piero della Francesca y tal vez Boticelli", dirá más tarde.
Durante los años 1940 pasó largas estadías en su patria, y en 1942 lo visitó en La Habana el mexicano David Alfaro Siqueiros, con el que realizó un mural.
En 1946 se convierte en profesor de pintura de The New School for Social Research, de Nueva York, lo que marcaría el comienzo de una destacada labor docente, que desarrolló en La Habana, donde entre 1951 y 1954 enseñó arte moderno en la Escuela de San Alejandro, y posteriormente en Chile. En esa época empezó también a escribir comentarios de arte en una columna semanal para las revistas Carteles y Noticias de Arte.
Carreño viajó por primera vez a Chile en 1948, invitado a exponer en Santiago, en la Sala del Pacífico. Más tarde, en 1956, visitó nuevamente dicho país para dictar cursos sobre la evolución del arte actual en la Universidad de Chile y dos años después llegó a instalarse definitivamente.
En 1958, el mismo año de su llegada, dio unos cursillos de arte en la Escuela de Verano de la Universidad Técnica Federico Santa María, de Valparaíso y al siguiente dictó una serie de clases bajo el título de Evolución del arte actual en la Universidad de Concepción. En 1959 fundó también, junto a otros artistas como Nemesio Antúnez, la Escuela de Arte de  la Católica, donde ejerció como profesor de los talleres de pintura hasta 1969, cuando fue nombrado subdirector de dicha Escuela. Ese mismo año obtuvo la ciudadanía chilena y al siguiente asumió la cátedra de Historia de la Pintura Contemporánea en Latinoamérica. En esa época, escribió durante un breve tiempo para el diario El Mercurio en reemplazo del crítico Antonio Romera.
Mario Carreño dejó de pintar en 1994 después de sufrir varios infartos cerebrales; falleció en Santiago cinco años más tarde. Estaba casado desde 1965 con Ida González, que, como su anterior esposa, María Luisa Bermúdez, es una pintora chilena. Su primera mujer, la millonaria cubana María Luisa Gómez-Mena, lo había dejado en 1944 por el poeta español Manuel Altolaguirre.
Sus obras se encuentran en una serie de museos del Estados Unidos, América Latina y Europa, así como en importantes colecciones privadas del mundo.
En 2013, con motivo del centenario del nacimiento del pintor, se creó en Chile la Fundación Mario Carreño, con la misión de difundir y custodiar su obra. «En estos años, hemos visto cómo se ha ido deformando la carrera de Mario, con la aparición de una serie de obras de pésima calidad atribuidas a él, queremos detener eso y volver a reposicionarlo en la escena», señaló Juan Campos, «su discípulo más cercano y quien estará a cargo de certificar» las pinturas de Carreño. La Fundación, que también es liderada por las hijas del artista, Andrea y Mariana, prevé organizar una gran exposición en 2014 y tiene planes de ordenar y digitalizar su archivo con fotos y cartas, reeditar libros sobre su trabajo y elaborar un catálogo razonado con todas sus obras.

## Trayectoria pictórica

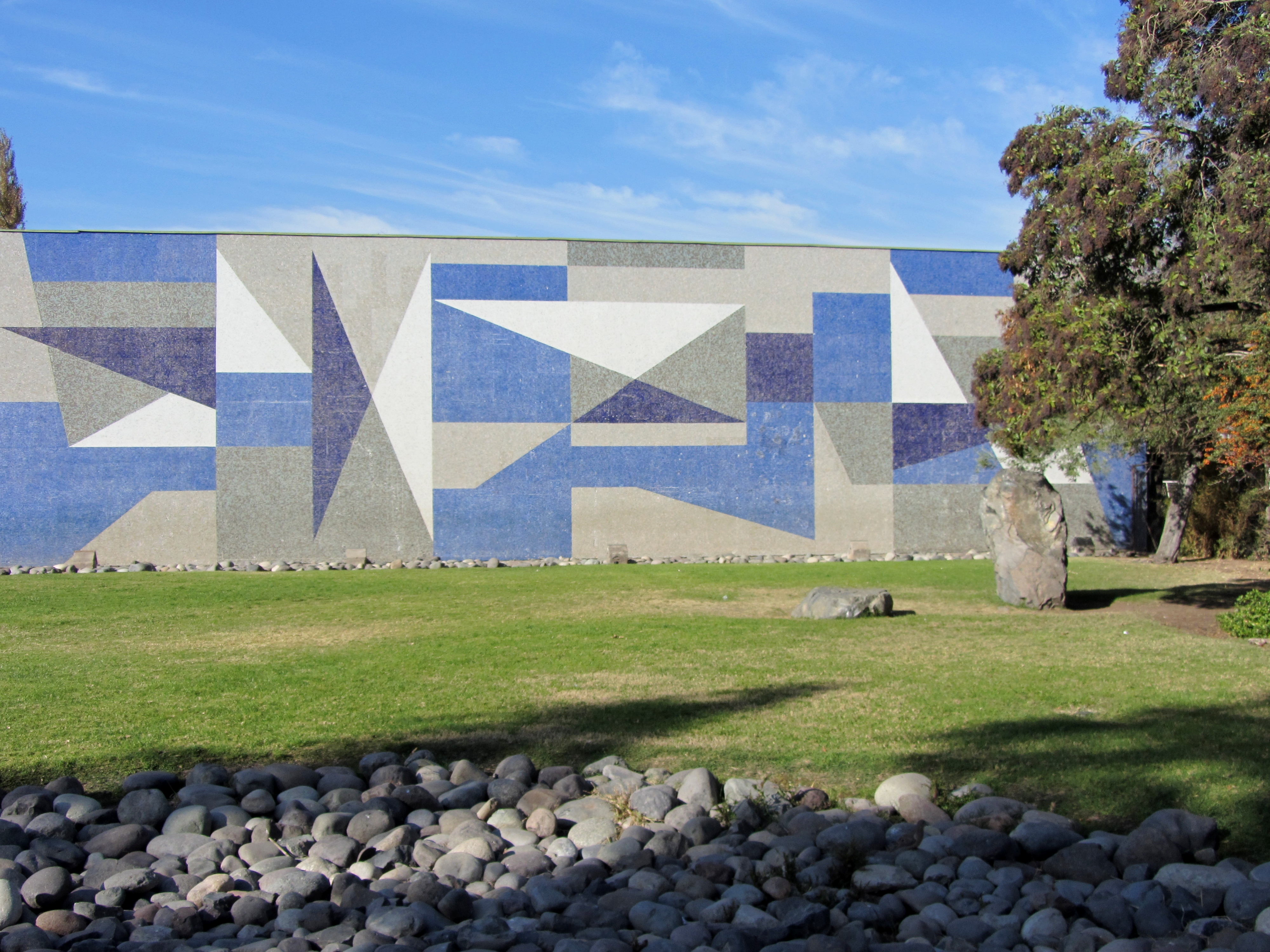
Homenaje a Fray Angelico (1961). Mosaico de 20 x 7 m. Colegio San Ignacio, Chile.

El Portal de Arte chileno explica comenzó Carreño como «pintor figurativo» en los años 1930, «de estilo monumentalista y lineal, con cierta influencia del período clásico de Picasso». Pasa por una etapa surrealista para luego, en la década del cincuenta, volcarse «hacia un arte abstracto, de gran rigor formal, que se prolonga hasta comienzos de los sesenta», cuando hace «una breve incursión en la corriente informalista» (1963), tras la cual «Carreño reencontró en el oficio depurado y en las formas esculturales un lenguaje apto para conjugar su deseo de pureza formal y su sensibilidad. A partir de entonces reflejó en la pintura su visión apocalíptica del destino del hombre. Un mundo amenazado por los horrores de una guerra atómica surgió en 1964».
A partir de 1970, el paisaje chileno del norte pasa a ser una constante en su obra, que muestra «con una extraña fuerza telúrica». Carreño realizó también una serie de figuras femeninas frente al mar, inspiradas en los mascarones de proa de la casa de Isla Negra de Neruda.
La obra de Carreño «estuvo traspasada por el espíritu caribeño de su origen, que se reveló en la exuberancia y sensualidad de las formas, los tonos cálidos, incluso en los hechos dramáticos de muchas de sus creaciones como Sueño fragmentado y Silencio cordillerano, en que los cuerpos desmembrados reflejaron el quiebre social».

## Premios y reconocimientos
- Primer Premio en Dibujo 1922 en el concurso del diario El Mundo, La Habana
- Premio Nacional de Pintura 1954, Salón Oficial de La Habana
- Premio Internacional Guggenheim 1956, Nueva York
- Premio del Círculo de Críticos de Arte 1959, Santiago
- Gana el Concurso de ejecución de mural para el Hospital del Trabajador de Concepción (1979; realiza la obra al año siguiente: Chile Entero I)
- Premio Nacional de Arte de Chile 1982
- Medalla de Oro, Universidad Católica, Santiago (1982)
- Gana el Concurso de ejecución de mural para el Hospital del Trabajador de Rancagua (Chile Entero II, 1983)
- Profesor Emérito de la Facultad de Arquitectura y Bellas Artes de la Universidad Católica (1993)
- Sello postal con obra Tarde-Amanecer, de 1977 (Casa de Moneda de Chile, 1993)

## Exposiciones individuales
- Galería Merás y Rico, La Habana, 1930
- Galería Lyceum, La Habana, 1935
- Galería Bernheim-Jeune, París, 1939
- Galería Perls, Nueva York, 1941
- Institute of Modern Art, Boston, 1943
- Museo de Arte de San Francisco, San Francisco (California), 1944
- The Summit, Milford, Estados Unidos, 1946
- Museo de Bellas Artes de Buenos Aires, 1946
- Sala del Pacífico, Santiago de Chile, 1948
- Instituto Chileno Norteamericano, Santiago, 1948
- Galería SAMOS, Buenos Aires, 1949
- The New School for the Social Research, Nueva York, 1950
- Museo de Bellas Artes de Caracas, 1957
- Museo Nacional de Bellas Artes de Cuba, La Habana, 1957
- Galería El Sol de Bronce, Santiago, 1958
- Galería Hautefauille, París, 1962
- Sala de la Escuela de Arte de la Universidad Católica de Chile, Santiago, 1964
- Mario Carreño, Un Mundo Petrificado, Galería Carmen Waugh, Santiago, 1965
- Mario Carreño: Óleos, dibujos y témperas, Galería Central de Arte, Santiago, 1970
- Pinturas y Dibujos Latinoamericanos de la Colección de John y Barbara Duncan, Art Gallery - Center for Inter-American Relations, Nueva York, 1970
- Galería Imagen Skriba, Santiago, 1976
- Instituto Chileno Norteamericano de Cultura, Santiago, 1977
- Museo de Bellas Artes de Caracas, 1978
- The Art Contact Gallery, Estados Unidos, 1979
- Galería Época, Santiago, 1980
- Carreño: Óleos, Galería Época, Santiago, 1984
- Retrospectiva 1945-1988, Galería de Arte Actual, Santiago, 1988
- Mario Carreño: Cronología del Recuerdo, Museo Nacional de Bellas Artes de Chile, Santiago, 1991
- Mario Carreño: Dibujos, Galería de Arte El Caballo Verde, Concepción (Chile), 1992
- Mario Carreño: 80 Dibujos. Una Colección en su Aniversario Ochenta, Instituto Cultural de Las Condes, Santiago, 1993
- Los Años Cubanos de Mario Carreño en Chile, Instituto Cultural de las Condes. Santiago, 1993
- Exposición Retrospectiva, Museo de Bellas Artes de La Habana, 1993
- Corporación Cultural de Las Condes, Santiago, 1997
- Retrospectiva 1939-1993, Museo de Artes Visuales, Santiago, 2004
- Homenaje a Mario Carreño, Centro de Extensión de la Universidad Católica, Santiago, 2006
- Galería Animal, Santiago, 2008

## Investigaciones
- Historia de un sueño fragmentado, 2007, investigación escrita por la periodista Marilú Ortiz de Rozas sobre su trayectoria.